# VIA Technologies
VIA Technologies (ou VIA) est un fabricant taïwanais de circuits intégrés (principalement des chipsets de cartes mère, de processeurs, de processeurs graphiques / GPU et de mémoires) qui fait partie du Groupe Formosa Plastics. C’est le plus gros fabricant indépendant de chipsets de cartes mère. En tant que société sans usine travaillant dans les semi-conducteurs, VIA mène ses recherches et développement de chipsets elle-même, puis sous-traite la partie fabrication (silicium) à des fonderies tierces (comme TSMC).

## Histoire
La société a été fondée en 1987 à partir de la société Symphony de la Silicon Valley par Wen Chi Chen entre autres (陳文琦). Il travaillait pour Intel avant de rejoindre Symphony, et est désormais le PDG de cette dernière société. Chen a transféré les employés de Symphony à Taïwan pour commencer la production de microprocesseurs.
En 1992, le quartier général a été déplacé à Taipei à Taïwan.
En 1996, VIA a joué un rôle important dans le groupe de normalisation PC Common Architecture, en publiant le commutateur du bus ISA au bus PCI.
En 1999, la société a pris possession de Cyrix (qui faisait alors partie de National Semiconductor) et aussi de Centaur d’Integrated Device Technology (en), marquant alors son entrée sur le marché des microprocesseurs d’architecture x86. VIA est le fabricant des processeurs VIA C3 et VIA C7 et de la plate-forme EPIA.
En 2001, VIA établit sa filiale S3 Graphics.
En janvier 2005, VIA a fêté la production du 100 millionième chipset AMD VIA.
En juin 2006 VIA renforce ses licences sur l'architecture ARM en signant un accord pour des droits sur l'ARM9
En aout 2008, VIA abandonne le marché des chipsets pour plateformes tierces (AMD et Intel) pour se consacrer exclusivement à la production de processeurs x86 et donc son VIA Nano.
Le 3 janvier 2011, VIA lance une carte graphique pour l'industrie de l'embarquée
Le 12 mai 2011, VIA annonce ses premiers processeurs x86 quadri-cœurs, les présentant comme les moins consommateurs du marché.
Le 6 juillet 2011, VIA revend toutes ses parts dans S3 graphics à HTC.
En septembre 2011, des tablettes d'architecture ARM avec la WM8650 de VIA, sont présentées au IFA de Berlin par RFtech. La série des SoC ARM de VIA est appelée WonderMedia.
En octobre 2015, Intel acquiert les microprocesseurs pour mobile de VIA pour un montant estimé à 100 millions de dollars.

## Produits

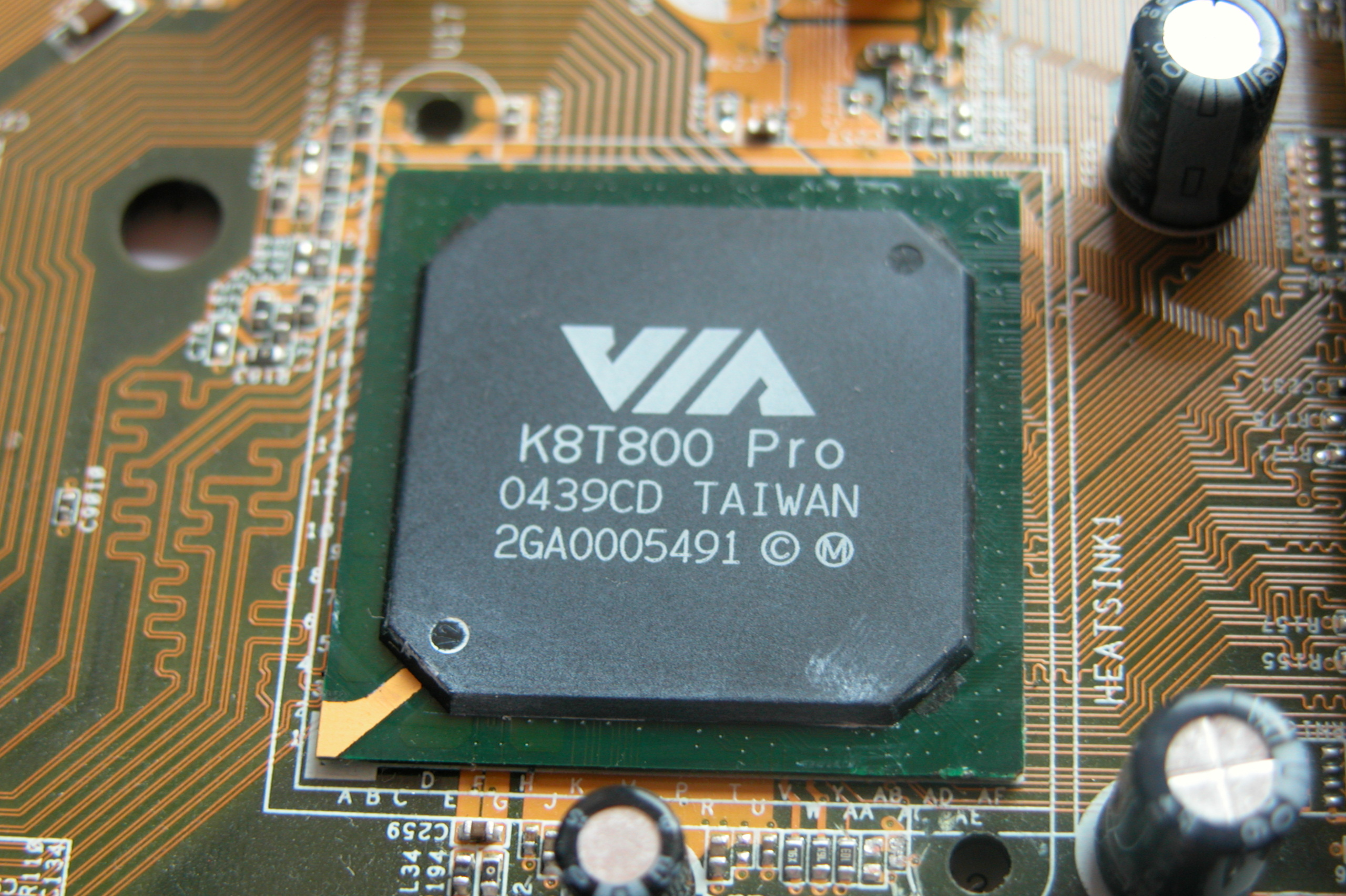
VIA K8T800pro, chipset optimisé pour AMD

Alors que VIA manque de notoriété comparé à d’autres fournisseurs de chipsets (comme ATI, Intel ou nVIDIA), quelques-unes des puces de chez VIA fleurissent dans une grande variété de PC. Le marché de VIA se concentre sur les circuits intégrés pour les PC destinés au grand public, VIA est le plus connu pour ses chipsets de cartes mères (core-logic ?). Cependant, les produits de VIA comprennent des contrôleurs audio, contrôleurs réseaux, des processeurs de faible puissance, et même des chipsets de graveur CD/DVD. Les vendeurs de PC et de périphériques comme ASUS achètent ensuite les chipsets pour les inclure dans leurs propres marques de produits.
À la fin des années 1990, VIA a commencé la diversification de ses marchés core-logic, et la société a, depuis, fait des acquisitions de marché pour former une section CPU (processeurs), une section graphisme (rachat de S3 pour donner naissance aux cartes graphiques Unichrome) et une section pour le son. Étant donné que l’industrie du silicium continue d’améliorer le niveau d’intégration et les fonctionnalités des chipsets, ces trois sections ne seront pas inutiles à VIA dans le futur pour qu’elle reste compétitive sur ce marché.
L'ensemble de ces acquisitions permet à VIA d'être un des seuls fabricants à pouvoir construire presque entièrement un ordinateur.
VIA n'a jamais eu une politique de course à la puissance, mais s'intéresse essentiellement aux processeurs à basse consommation, ce qui est particulièrement intéressant dans le domaine des ordinateurs portables.

## Microprocesseurs
- VIA C3 (x86)
- VIA C7 (x86)
- VIA Nano (x86 64bits)
- VIA Envy (x86 64bits)
- VIA WonderMedia (ARM)